# Ribzaadroest
De ribzaadroest (Puccinia chaerophylli) is een soort schimmel in de familie Pucciniaceae. Het is een biotrofe parasiet die spermogonia, aecia (bladeren en bladstelen), uredinia en telia (onderzijde blad) vormt op kervel (incl. fluitenkruid) (Anthriscus), ribzaad (Chaerophyllum), roomse kervel (Myrrhis odorata) en wellicht ook doornzaad (Torilis) en peen (Daucus). Hij komt waarschijnlijk algemeen voor, vooral op fluitenkruid (Anthriscus sylvestris).

## Kenmerken
- Op kervel (Anthriscus) te herkennen aan de aanwezigheid van meer stadia dan telia; aan de telia te onderscheiden doordat deze niet lang bedekt zijn door de epidermis.
- op ribzaad (Chaerophyllum) alleen microscopisch te onderscheiden van enkele soorten die in Nederland nog niet zijn aangetroffen;
- op roomse kervel (Myrrhis odorata) de enig bekende roest
- op peen (Daucus) te herkennen aan de oranje aeciosporen en de aanwezigheid van uredinia en telia
- op doornzaad (Torilis) te onderscheiden door de aanwezigheid van uredinia en telia en de 2 tot 3,5 µm dikke celwand van het peridium van de aecia.

## Verspreiding
De ribzaadroest komt het in Nederland zeldzaam voor. 